# Podpeč (gmina Koper)
Podpeč – wieś w Słowenii, w gminie miejskiej Koper. 1 stycznia 2018 liczyła 47 mieszkańców.